# Флаг Казахстана
Госуда́рственный флаг Респу́блики Казахста́н (каз. Қазақстан Республикасының мемлекеттік туы, Qazaqstan Respublikasynyñ Memlekettık tuy) — один из официальных государственных символов Республики Казахстан, наряду с гербом и гимном. Представляет собой прямоугольное полотнище голубого цвета с изображением Солнца с 32 лучами в центре, под которым — парящий беркут, а у древка — национальный орнамент. Отношение ширины флага к его длине — 1:2.
Флаг был принят вскоре после получения независимости, в 1992 году, в результате конкурса был выбран вариант художника Шакена Ниязбекова. В конкурсе участвовали художники из Казахстана, стран СНГ, Монголии, Германии, Турции и многих других стран.

## Описание
Автор флага — дизайнер и художник, заслуженный деятель искусств Казахстана Шакен Ниязбеков. Первоначально орнамент на флаге был красного цвета.
Закон Республики Казахстан «О Государственном флаге Республики Казахстан» принят 4 июня 1992 года (подписан президентом Нурсултаном Назарбаевым). Согласно тексту этого Закона:

Статья 3. Государственный флаг Республики Казахстан представляет собой прямоугольное полотнище бирюзового цвета с изображением в его центре солнца с лучами, под которым — парящий орёл. У древка — вертикальная полоса с национальным орнаментом. Изображения солнца, лучей, орла и орнамента — цвета золота. Отношение ширины флага к его длине — 1:2.

Согласно Конституционному Закону Республики Казахстан «О Государственных символах Республики Казахстан» от 4 июня 2007 года:

Государственный Флаг Республики Казахстан представляет собой прямоугольное полотнище голубого цвета с изображением в центре солнца с лучами, под которым — парящий орёл. У древка — национальный орнамент в виде вертикальной полосы. Изображение солнца, его лучей, орла и национального орнамента — цвета золота. Соотношение ширины Флага к его длине — 1:2.

В соответствии с принципами геральдики солнце символизирует богатство и изобилие, жизнь и силу. Поэтому солнце на флаге страны представлено в форме золотого колоса — символа благополучия и благоденствия. В государственной атрибутике Казахстана изображение солнца воплощает его приверженность общечеловеческим ценностям и свидетельствует о созидательной силе молодого государства, открытого всем странам мира для партнёрства и сотрудничества.
Образ орла (беркута) — один из главных геральдических атрибутов, который с раннего времени применялся на гербах и флагах многих народов. Этот образ обычно воспринимается как символ власти, великодушия и прозорливости.
В соответствии с пунктом 6 статьи 39-3 закона Республики Казахстан от 23 января 2001 года «О местном государственном управлении и самоуправлении в Республике Казахстан», постановлением Правительства Республики Казахстан от 18 октября 2013 года № 1106 «Об утверждении Типовых правил проведения раздельных сходов местного сообщества» районный маслихат решил: образ беркута занимает особое место в мировоззрении евразийских кочевников и в их понимании сочетается с такими понятиями, как свобода и верность, мужество и отвага, чистота энергии и намерений. Изображение золотого беркута отражает стремление молодого суверенного государства к высотам мировой цивилизации.
Казахский орнамент представляет гармонию различных форм и линий, выразительное средство раскрытия внутреннего мира народа.
Полное описание флага приведено в документе «Государственный флаг Республики Казахстан. Общие технические условия» (выпущен Госстандартом Казахстана на казахском и русском языках).

## Геометрическое построение
Согласно СТ РК 988—2007, изображение и размещение элементов символики на государственном флаге должны соблюдаться согласно следующей схеме:

## Цвета
Согласно документу «Государственный флаг Республики Казахстан. Общие технические условия», в государственном флаге используются следующие цвета:
| Модель   | Голубой                 | Золотой                 |
| -------- | ----------------------- | ----------------------- |
| Pantone  | 3125U                   | 102U                    |
| RGB(Hex) | 0-171-194 (#00ABC2)     | 255-236-45 (#FFEC2D)    |
| CMYK     | 94 % — 0 % — 19 % — 0 % | 0 % — 0 % — 100 % — 0 % |

### Значение
Небесно-голубой цвет символизирует такие качества, как честность, чистота, надёжность, безупречность. Кроме того, синий цвет имеет глубокое символическое значение в тюркской культуре. Древние тюрки почитали небесный купол, а их синий флаг олицетворял преданность предков. На государственном флаге Казахстана он символизирует светлое небо, мир и благополучие, единство цвета символизирует целостность страны.

## История флага

### Флаг Казахского ханства
- Данное изображение, что активно тиражируется в широких кругах как флаг Казахского ханства, было создано лишь в 1960 году (по другой версии — в 1980 году) неизвестным турецким художником. Изображение это не имеет под собой никакой исторической основы и является лишь плодом фантазии турецкого художника.

После получения независимости Казахстана стал популярен синий флаг со знаком вечного узла как официальный флаг Казахского ханства. Знамя было нарисовано в 1960 году (по другой версии в 1980 году) и является недостоверным изображением флага Казахского ханства.
В 1465 году султаны Жанибек и Керей откочёвывают от Узбекского улуса Абулхайра и создают своё собственное государство, которое в историографии получило название Казахское ханство, позже оно полностью занимает территорию владений Абулхайра.
Одним из первых упоминаемых знамён у Казахского ханства является белое девятиножное бунчужное знамя. Известно, что при коронации Чингисхана использовалось именно оно. Знамя, судя по всему, передалось казахским ханам. О присутствии у казахов этого знамени упоминается в сочинении «Бахр ал-асрар» Махмуда ибн Вали (XVII век). Однако в «Тарих» Шах-Махмуда Чураса (XVII век) говорится о семи бунчуках и знамёнах Хак-Назар-хана. Сообщается, что именно при правлении Хак-Назара знамя было утеряно в войне с правителем Яркендского ханства Абд ар-Рашид ханом, тогда погиб сам Хак-Назар. «И с того дня у казахов исчез обычай поднимать бунчук (туг) и возвышать знамя ('алам). До сих пор их приметой служит то, что [у них] нет знамени и [у них в обычае] — формировать свое войско без [всякого] знамени», пишет средневековый летописец Махмуд бен Вали.
Курбангали Халиди в своём труде «Тауарих Хамза» упоминает о том, что у хана Есима было красное знамя Урус-хана. Он также упоминал о красном, белом и зелёном знамёнах казахских правителей. Можно предположить, что Чингизиды получали от единого хана знамёна разных цветов исходя из их статуса в войске и обществе.
Доктор исторических наук Ахмет Токтабай утверждает, что над юртой Абылай-хана реял белый шёлковый флаг. Согласно легенде, Абылай ранил свой большой палец перед боем и окроплял кровью полотнище флага. Считается, что так он отдавал дань красным знамёнам казахских Чингизидов. В устном фольклоре казахского народа часто упоминаются белые ханские знамёна, в том числе и «Абылайдың ақ туы» (Белый флаг Абылая). Один из них, по непроверенной информации, хранится у казахов Монголии, другой — у казахов Китая. Согласно одной из легенд, Абылай-хан передал белое знамя батыру Ер-Жанибеку, оно хранится у его потомков в Монголии. Раз в год с этим знаменем скачут на лошади и окропляют кровью. В Национальном музее Казахстана в Астане хранится белый флаг, он был передан потомками батыра Байгозы Наймантайулы. По информации директора музея Арыстанбека Мухаммедияулы он был одним из знаменосцев Абылая. Отец Байгозы Наймантай получил белое знамя от Тауке-хана, которое он и передал своему сыну когда тот получил звание батыра. Флаг сделан из кожи, белого цвета, размер составляет 110 на 85 см, имеет два острых конца.
Мухтар Магауин предполагает, что флаг Казахского ханства был красным, а в его центре располагалась тамга рода торе: «Общенациональным кличем единого казахского народа (зов, призыв) был „Алаш!“ Государственный герб — это „торе тамга“ (значит „главная тамга“ чингизидов), знак, ведущий свое происхождение со времен древних тюрков, закрепившийся в эпоху Золотой Орды и изображающий единство трех ветвей, исходящих из общего ствола. Главным знаменем являлся красный стяг с „торе тамгой“».
В оренбургском ведомстве, составленном штабс-капитаном Фомаковым в 1844-м году, упоминается зелёное родовое знамя Кенесары Касымова.
Все это вооруженное скопище делится на сотни под командой юз-башей (сотников), де-башей (десятников). В каждой сотне есть знамя. Перед боем они строятся в две шеренги, знамёна в средине сотен, а главное родовое знамя Кенесары, зеленого цвета, в средине всего строя. За ним в качестве стражи строятся человек 5-10 в несколько шеренг.

### Среднеазиатское восстание 1916 года
- Знамя Амангельды Иманова

В Среднеазиатском восстании 1916 года Амангельды Иманов использовал свой красный флаг с надписью на казахском языке арабской вязью, она гласит «Флаг предводителя воинов, батыра Амангельды» (каз. Сарбаз сардары Аманкелді батырдың туы). Абдулгафар Жанбосынов, избранный ханом восстания, поднял над своим станом древнее пёстрое знамя.

### Флаг Алашской автономии
В ходе Гражданской войны казахская интеллигенция во главе с Алиханом Букейхановым объявили о создании собственного национального правительства под названием Алаш-Орда.
Султан-Хан Аккулы считает, что Алаш-Орда в качестве официального флага использовала знамя из проекта первой казахской конституции. В начале 1910-х востоковед Барлыбек Сыртанов разработал «Устав страны казахов». Позже он стал прототипом для программы Алашской автономии. В одном из его положений пишется: «Страна казахов имеет флаг. Флаг состоит из зелёной, красной и желтой поперечных полос. В верхнем углу имеется рисунок полумесяца и звезды. Зелёный цвет — знак верности страны исламу, красный — символ пролитой при защите страны крови, желтый — символ широкой казахской степи, свободы». При этом никаких свидетельств использования этого флага нет.
В Семипалатинской газете «Воля народа» была новость о белом флаге с юртой в центре: «… 5 июня 1918 года в город Алаш вошел сформированный казахский отряд из 500 джигитов. 6 июня была проведена торжественная встреча в центре Алаша. Отряд был вооружен и обучен военному искусству, имел свою форму одежды, напомнившую национальный камзол с кожаными прошитыми воротниками. Был учрежден белый флаг, в центре которого находилось изображение юрты…».
Султан-Хан Аккулы также пишет о белых знаменах: 19 июня вооруженные отряды Алаш-Орды прибыли в столицу, 300 милиционеров во главе с офицерами были торжественно встречены представителями Временного Сибирского правительства и военных чинов. Во время встречи на площадь прибыл известный национальный деятель Букейханов, в честь которого по предложению подполковника Тохтамышева всадники произнесли «Алла». На знаменах белого цвета на киргизском (казахском) языке были начертаны лозунги: «Да здравствует Всероссийское и Сибирское Учредительное Собрание», «Да здравствуют верные сыны родины».
Писатель Сабит Муканов в третьей части своей книги «Школа жизни» упоминает о зелёном флаге Уильского конного алашского полка, в центре знамени находилась шахада, а вокруг неё надпись на казахском арабским письмом «Да здравствует Алашская автономия». Мукатай Жанибеков, знакомый Муканова, увидел этот флаг и разорвал его на сцене во время большевистского съезда.
- Попытка реконструкции флага Уильского конного полка, хранится в Жымпиты
- Флаг алашской сотни.

Красноармейская разведка упоминала о зелёном знамени у алашских сотен: «патронов на людях от 20 до 60. Штадив имеет зелёный флаг с белым черепом и костями и надписью „С нами БОГ“, а на другой стороне белый полумесяц со звездой и мусульманской надписью „Алаш“. На папахах треугольники у казаков красные, у таранчей — зеленые, алашей — белые. Отношение мусульманского населения белыми дружелюбное».
Профессор Вальтер Трембицкий в 1970-х годах опубликовал изображение флага Алашской автономии который представлял собой красное полотно с золотыми полумесяцем и звездой. Источники, которыми он руководствовался, не ясны.

### Флаг Кокандской автономии
- Флаг Туркестанской (Кокандской) автономии в 1917—1918 годах.

### Флаги Туркестанской АССР
- Флаг Туркестанской АССР в 1919-1921 гг.
- Флаг Туркестанской АССР в 1921-1923 гг.[источник не указан 1199 дней]

### Флаг Казахской АССР
- Флаг Казахской АССР в 1920—1936 гг.

### Флаги Казахской ССР
- Флаг Казахской ССР в 1937—1940 гг.
- Флаг Казахской ССР в 1940—1953 гг.
- Флаг Казахской ССР в 1953—1991 гг.

### Кенгирское восстание
- Флаг Красного Креста и Красного Полумесяца, использовавшийся Кенгирским восстанием[14]

### Флаг Казахстана до 1992 года
В связи с техническими сложностями введения нового флага Казахстана до 1 января 1994 года разрешали использовать флаг Казахской ССР.
Изначально 4 июня был представлен и утверждён флаг, с красным орнаментом иной формы и сдвинутыми влево беркутом и солнцем. Однако позже, после критики Нурсултана Назарбаева, красный цвет из флага был удалён законом о флаге РК. 6 июня флаг был поднят над резиденцией президента Казахстана. После утверждения автор флага Шакен Ниязбеков перерисовал орнамент на тот, что существует и по сей день.
- Неофициальный флаг Республики Казахстан , использовался активистами во время Уральских событий 1991 г.
- Флаг Казахской ССР в качестве флага Республики Казахстан без серпа и молота,  звезды
- Флаг Казахстана, представленный Нурсултаном Назарбаевым 4 июня 1992 года
- Вариант от 6 июня 1992 года, с золотым орнаментом, но другой формы, после утверждения этого флага орнамент был изменён на сегодняшний

## Использование государственного флага

### Самый большой флаг Казахстана
Самый большой флаг Казахстана появился в 2009 году на территории этно-мемориального комплекса «Атамекен» в Астане. Флаг имеет размер полотнища 15 х 30 метра, площадь — 450 квадратных метров.
В декабре 2021 года в честь 30-летия независимости Казахстана в Калининградской области студенты, уроженцы крупнейшей центральноазиатской республики, провели необычную акцию: выложили из гранитных камней на берегу Балтийского моря государственный флаг Казахстана. На выкладку флага ушло 1 072 камня и пять часов. Инициатором акции выступил калининградский журналист Андрей Выползов. «Этим творческим жестом мы хотели показать масштабы нашего общего евразийского пространства», — прокомментировал Выползов порталу «Спутник-Казахстан».